# Fouquerolles
Fouquerolles és un municipi francès, situat al departament de l'Oise i a la regió dels Alts de França. L'any 2007 tenia 265 habitants.

## Demografia

### Població
El 2007 la població de fet de Fouquerolles era de 265 persones. Hi havia 100 famílies de les quals 16 eren unipersonals (8 homes vivint sols i 8 dones vivint soles), 36 parelles sense fills, 44 parelles amb fills i 4 famílies monoparentals amb fills.
La població ha evolucionat segons el següent gràfic:
Habitants censats

### Habitatges
El 2007 hi havia 105 habitatges, 103 eren l'habitatge principal de la família i 2 eren segones residències. Tots els 105 habitatges eren cases. Dels 103 habitatges principals, 85 estaven ocupats pels seus propietaris i 18 estaven llogats i ocupats pels llogaters; 2 tenien dues cambres, 7 en tenien tres, 29 en tenien quatre i 65 en tenien cinc o més. 86 habitatges disposaven pel capbaix d'una plaça de pàrquing. A 32 habitatges hi havia un automòbil i a 67 n'hi havia dos o més.

### Piràmide de població
La piràmide de població per edats i sexe el 2009 era:
| Homes | Edats   | Dones |
| ----- | ------- | ----- |
| 0     | 95 o +  | 0     |
| 0     | 90 a 94 | 0     |
| 0     | 85 a 89 | 0     |
| 0     | 80 a 84 | 0     |
| 4     | 75 a 79 | 4     |
| 0     | 70 a 74 | 0     |
| 8     | 65 a 69 | 12    |
| 4     | 60 a 64 | 4     |
| 0     | 55 a 59 | 8     |
| 20    | 50 a 54 | 12    |
| 12    | 45 a 49 | 8     |
| 20    | 40 a 44 | 16    |
| 8     | 35 a 39 | 12    |
| 12    | 30 a 34 | 12    |
| 0     | 25 a 29 | 4     |
| 8     | 20 a 24 | 4     |
| 8     | 15 a 19 | 4     |
| 16    | 10 a 14 | 4     |
| 24    | 5 a 9   | 8     |
| 8     | 0 a 4   | 12    |

## Economia
El 2007 la població en edat de treballar era de 199 persones, 156 eren actives i 43 eren inactives. De les 156 persones actives 153 estaven ocupades (78 homes i 75 dones) i 3 estaven aturades (1 home i 2 dones). De les 43 persones inactives 17 estaven jubilades, 16 estaven estudiant i 10 estaven classificades com a «altres inactius».

### Ingressos
El 2009 a Fouquerolles hi havia 102 unitats fiscals que integraven 281,5 persones, la mediana anual d'ingressos fiscals per persona era de 24.157 €.

### Activitats econòmiques
Dels 8 establiments que hi havia el 2007, 1 era d'una empresa de construcció, 3 d'empreses de comerç i reparació d'automòbils, 1 d'una empresa de transport, 1 d'una empresa d'informació i comunicació i 2 d'empreses de serveis.
L'any 2000 a Fouquerolles hi havia 9 explotacions agrícoles.

## Equipaments sanitaris i escolars
El 2009 hi havia una escola elemental integrada dins d'un grup escolar amb les comunes properes formant una escola dispersa.

## Poblacions més properes
El següent diagrama mostra les poblacions més properes.